# Jacques-Joseph Villeneuve
Pour les articles homonymes, voir Jacques Villeneuve (homonymie) et Villeneuve.
 (décembre 2014).
Si vous disposez d'ouvrages ou d'articles de référence ou si vous connaissez des sites web de qualité traitant du thème abordé ici, merci de compléter l'article en donnant les références utiles à sa vérifiabilité et en les liant à la section « Notes et références ».
Jacques-Joseph Villeneuve, né le 4 novembre 1953 à Berthierville au Québec, est un pilote automobile canadien. Il est le frère cadet de Gilles Villeneuve, et l'oncle du champion du monde de Formule 1 1997, Jacques Villeneuve.

## Biographie
Issu comme son frère Gilles des courses de motoneiges, Jacques passe au sport automobile en 1976. En 1978, il débute la monoplace par la Formule Ford, puis décroche le titre de meilleur débutant de l'année 1979 en Formule Atlantique avant de remporter le championnat en 1980 et 1981.
Suivant ainsi les traces de Gilles qui s'affirme à la même époque comme l'une des grandes stars de la Formule 1, Jacques tente lui aussi sa chance dans la catégorie reine du sport automobile mondial. Mais fin 1981, il ne parviendra pas à qualifier son Arrows lors de ses deux tentatives aux Grand Prix du Canada et des États-Unis.
N'étant pas parvenu à trouver un volant régulier en Formule 1 pour la saison 1982, Jacques reste en Amérique du Nord pour y disputer le championnat CanAm. Malgré la mort de son frère Gilles en mai 1982, Jacques poursuit sa carrière et remporte le titre CanAm en 1983. Cette année-là, il tente de nouveau sa chance en Formule 1, mais sa tentative de qualification au Grand Prix du Canada en fin d'année sur une RAM se solde par un nouvel échec.
En 1984, Jacques Villeneuve dispute le championnat CART (discipline où il avait déjà effectué une pige en 1982). En 1985, il remporte sa première victoire sur le sélectif tracé de Elkhart Lake (neuf ans plus tard, c'est également sur ce tracé que son neveu Jacques Villeneuve signera sa première victoire dans la discipline). Il devient par la même occasion le premier pilote canadien à gagner une course dans cette série.
En 1999 ainsi qu'en 2000, Jacques participe au Régates de Valleyfield dans la classe 5 Litres,.
Après avoir poursuivi sa carrière dans diverses catégories du sport automobile nord-américain, comme IMSA et Formule Atlantique, celui que les Québécois surnomment désormais mononcle est revenu aux compétitions de moto-neige[Quand ?].
En mai 2014, deux mois après avoir pris sa retraite, il reçoit un diagnostic de cancer de l'intestin. Il est traité par chimiothérapie et sa santé est stable depuis.
Dans le cadre du Grand Prix du Canada 2015, il fait un retour en piste au volant d'une Formule 1600.
En 2017, il revient comme entraîneur et mécanicien de Steven Marquis en motoneige.

## Résultats en championnat du monde de Formule 1
| Saison | Écurie                        | Châssis      | Moteur      | Pneus   | GP disputés | Points | Classement |
| ------ | ----------------------------- | ------------ | ----------- | ------- | ----------- | ------ | ---------- |
| 1981   | Ragno Arrows Beta Racing Team | A3           | Cosworth V8 | Pirelli | 0 (2 nq)    | 0      | n.c.       |
| 1983   | RAM Automotive Team March     | RAM-March 01 | Cosworth V8 | Pirelli | 0 (1 nq)    | 0      | n.c.       |